# نقدی علیا
نقدی علیا روستایی است که در استان اردبیل، شهرستان مشگین‌شهر، بخش مشکین شرقی، دهستان نقدی قرار دارد.

## جمعیت
بر اساس سرشماری سال ۱۳۸۵ جمعیت این روستا ۱۵۶۱ نفر با ۳۸۶ خانوار بوده‌است.